# Liste von in Namibia registrierten Luftfahrzeugen
Dies ist eine Liste von in Namibia registrierten Luftfahrzeugen (Stand März 2019).
Das Luftfahrzeugkennzeichen Namibias ist V5. Jedem Flugzeug, Helikopter und anderen Luftfahrzeugen Namibias wird ein Luftfahrzeugkennzeichen, gebildet aus V5 und drei weiteren Buchstaben, zugeteilt. Das Luftfahrzeugkennzeichen wird auch im Funkverkehr mit den Flugverkehrskontrollstellen als Identifikation des Flugzeuges verwendet, sofern es nicht von einer Fluggesellschaft unter einer Flugnummer betrieben wird.
Zur Aussprache der einzelnen Luftfahrzeugkennzeichen oder Rufzeichen wird das internationale ICAO-Alphabet angewandt.

## Luftfahrzeuge

### Flugzeuge
| Foto | Kennzeichen             | Flugzeugtyp                      | Bemerkung                                               |
| ---- | ----------------------- | -------------------------------- | ------------------------------------------------------- |
|      | V5-AAF                  | C210                             |                                                         |
|      | V5-ACE                  | Cessna Citation 500              | Expedite Aviation                                       |
|      | V5-ANF                  | Embraer 135 ER                   | Air Namibia                                             |
|      | V5-ANG                  | Embraer 135 ER                   | Air Namibia                                             |
|      | V5-ANH (weitere Bilder) | Embraer 135 ER                   | Air Namibia                                             |
|      | V5-ANI                  | Embraer 135 ER                   | Air Namibia                                             |
|      | V5-ANK (weitere Bilder) | Airbus A319                      | Air Namibia                                             |
|      | V5-ANL                  | Airbus A319                      | Air Namibia                                             |
|      | V5-ANM                  | Airbus A319                      | Air Namibia                                             |
|      | V5-ANN                  | Airbus A319                      | Air Namibia                                             |
|      | V5-APH                  | Piper PA-28                      |                                                         |
|      | V5-ARA                  | Cessna Citation 500              | Expedite Aviation                                       |
|      | V5-ASB                  |                                  | Westair Aviation                                        |
|      | V5-AUA                  | Piper PA-31-350 Navajo Chieftain |                                                         |
|      | V5-BAD                  | Cessna 210                       | Scenic Air                                              |
|      | V5-BDO                  | Cessna 210                       |                                                         |
|      | V5-BEN (weitere Bilder) | Beechcraft BE58                  |                                                         |
|      | V5-CAS                  | Cessna 208B                      |                                                         |
|      | V5-CCH                  |                                  |                                                         |
|      | V5-CDM                  | Cessna Citation                  |                                                         |
|      | V5-CEJ                  | Cessna 210                       | Pleasure Flights                                        |
|      | V5-CLB                  | Cessna 210                       |                                                         |
|      | V5-CVW (weitere Bilder) | Cessna C210                      |                                                         |
|      | V5-DAC                  | Aero Commander 840               | Desert Air                                              |
|      | V5-DAM                  | Aero Commander 1000              | Desert Air                                              |
|      | V5-DAT                  | Cessna 210                       | Desert Air                                              |
|      | V5-DRM                  | Cirrus SR22                      |                                                         |
|      | V5-EAU (weitere Bilder) | Piper                            |                                                         |
|      | V5-EEA                  |                                  | Eagle Eye Aviation                                      |
|      | V5-ELZ (weitere Bilder) | Beechcraft Bonanza A36           |                                                         |
|      | V5-ESI                  |                                  |                                                         |
|      | V5-FBJ                  | Cessna 210                       |                                                         |
|      | V5-FIS                  | Cessna                           |                                                         |
|      | V5-FMR                  |                                  |                                                         |
|      | V5-FUN                  | Cessna Centurion C210            |                                                         |
|      | V5-GON                  | Dassault Falcon-7X               | Government of Namibia                                   |
|      | V5-GPX (weitere Bilder) | Cessna 208B                      | Desert Air                                              |
|      | V5-IAN (weitere Bilder) | Cessna C206                      |                                                         |
|      | V5-ISS (weitere Bilder) | Beechcraft Baron                 |                                                         |
|      | V5-JET (weitere Bilder) | Cessna Centurion C210            |                                                         |
|      | V5-JTF                  | Cessna C310                      |                                                         |
|      | V5-KAR                  | Cessna 208B                      | Scenic Air                                              |
|      | V5-KBN                  | Piper Arrow III                  |                                                         |
|      | V5-KCC (weitere Bilder) | Beechcraft A36                   |                                                         |
|      | V5-KDI                  | Quest Kodiak                     | Scenic Air                                              |
|      | V5-KDK                  | Quest Kodiak                     |                                                         |
|      | V5-KEX                  | Fokker F28                       | Kalahari Express Airlines                               |
|      | V5-KED                  | Cessna C210                      |                                                         |
|      | V5-KNT (weitere Bilder) | Cessna C210                      |                                                         |
|      | V5-KON                  | Cessna C210                      |                                                         |
|      | V5-KPR                  | Cessna C210                      |                                                         |
|      | V5-KST                  | Cessna C210                      |                                                         |
|      | V5-LCY                  | Cessna C210                      | Westair Aviation                                        |
|      | V5-LEO                  | Cessna C210                      | Wilderness Air                                          |
|      | V5-LOU                  | Cessna C210                      |                                                         |
|      | V5-LOV                  |                                  |                                                         |
|      | V5-LSZ                  | Cessna C210                      |                                                         |
|      | V5-LYZ                  |                                  | Rettungsflugzeug von E-Med Rescue 24 (Westair Aviation) |
|      | V5-MAG (weitere Bilder) | Cessna C206                      |                                                         |
|      | V5-MAX                  | Cessna 208B                      |                                                         |
|      | V5-MJM                  | Cessna 402                       | Expedite Aviation                                       |
|      | V5-MMW                  | Cessna 210                       | Eagle Eye Aviation                                      |
|      | V5-MRN                  | Cessna                           |                                                         |
|      | V5-MVC                  | Cessna 210                       |                                                         |
|      | V5-MVZ                  | Cessna 182                       |                                                         |
|      | V5-MXM (weitere Bilder) | Beechcraft A36                   |                                                         |
|      | V5-NAM (weitere Bilder) | Dassault Falcon F900B            |                                                         |
|      | V5-NAT                  | Cessna                           |                                                         |
|      | V5-NBA                  | Cessna                           |                                                         |
|      | V5-NOP                  | Cessna Caravan-208/A             |                                                         |
|      | V5-NVP                  | Beechcraft King-Air B200         |                                                         |
|      | V5-OCV (weitere Bilder) | Cessna 210                       |                                                         |
|      | V5-OKN (weitere Bilder) | Beechcraft BE1900                |                                                         |
|      | V5-PEF                  | Beechcraft BE1900D               |                                                         |
|      | V5-PTL                  | Cessna 210                       | African Profile Safaris                                 |
|      | V5-ROB                  | Cessna 208B                      | African Profile Safaris                                 |
|      | V5-RON                  | Learjet 75                       | "Republic of Namibia"                                   |
|      | V5-RSI                  | Cessna 210                       |                                                         |
|      | V5-TCD (weitere Bilder) | Cessna C182                      |                                                         |
|      | V5-TEM                  | Beechcraft Baron 58              | Desert Air                                              |
|      | V5-TEN (weitere Bilder) | Cessna 210                       | Scenic Air                                              |
|      | V5-TGR                  |                                  |                                                         |
|      | V5-UNF                  | Sling                            |                                                         |
|      | V5-UNJ                  | Savannah                         |                                                         |
|      | V5-USC                  | Sling 4                          | Westair Aviation                                        |
|      | V5-USL                  | Sling 4                          | Westair Aviation                                        |
|      | V5-USS                  |                                  |                                                         |
|      | V5-USV                  | Sling 2                          |                                                         |
|      | V5-VMC                  | Cessna 210                       |                                                         |
|      | V5-WAC                  | Cessna 310                       | Westair Aviation                                        |
|      | V5-WAE (weitere Bilder) | Cessna 310                       | Westair Aviation                                        |
|      | V5-WAF (weitere Bilder) | Cessna 210                       | Westair Aviation                                        |
|      | V5-WAG                  | Cessna 310                       | Westair Aviation                                        |
|      | V5-WAH (weitere Bilder) | Cessna 210                       |                                                         |
|      | V5-WAI (weitere Bilder) |                                  | Westair Aviation                                        |
|      | V5-WAJ                  |                                  | Wilderness Air                                          |
| Foto | V5-WAK                  | Cessna 208B                      | DHL                                                     |
|      | V5-WAL                  | Cessna 208B                      | Scenic Air                                              |
|      | V5-WAW                  |                                  | Westair Aviation                                        |
|      | V5-WAX (weitere Bilder) | Cessna 425                       | Westair Aviation                                        |
|      | V5-WAZ (weitere Bilder) |                                  | Westair Aviation                                        |
|      | V5-WIN                  | Embraer 145 MP                   | Westair Aviation                                        |
|      | V5-WOA (weitere Bilder) | Reims F406                       | Westair Aviation                                        |
|      | V5-WOB                  | Cessna 208                       | Westair Aviation                                        |
|      | V5-WPT                  | Cessna 210                       |                                                         |
|      | V5-WYK (weitere Bilder) | Cessna 210                       |                                                         |

### Andere Luftfahrzeuge
| Foto | Kennzeichen | Fluggerät      | Typ                     | Bemerkung                            |
| ---- | ----------- | -------------- | ----------------------- | ------------------------------------ |
|      | V5-HAH      | Heißluftballon |                         | Namib Sky Balloon Safaris            |
|      | V5-HIR      | Hubschrauber   | Bell 206 JetRanger      | Namibia Helicopter Services          |
|      | V5-HKS      | Heißluftballon |                         | Namib Sky Balloon Safaris            |
|      | V5-HOC      | Hubschrauber   | Bell 206 LongRanger     | Expedite Aviation                    |
|      | V5-HOG      | Hubschrauber   | Bell 206 JetRanger      | Expedite Aviation                    |
|      | V5-HOP      | Hubschrauber   | Bell 407                | Namibia Helicopter Services          |
|      | V5-HOS      | Hubschrauber   | Bell UH-1 (Huey)        | Expedite Aviation                    |
|      | V5-HOU      | Hubschrauber   | Airbus Helicopters H125 |                                      |
|      | V5-HOX      | Hubschrauber   | Bell UH-1 (Huey)        | Expedite Aviation                    |
|      | V5-HOZ      |                | Bell UH-1 (Huey)        | Expedite Aviation                    |
|      | V5-HTB      | Heißluftballon |                         | African Adventure Balloons           |
|      | V5-HTF      | Hubschrauber   | Bell 222                | Expedite Aviation                    |
|      | V5-HUG      | Hubschrauber   | Hughes OH-6             | Expedite Aviation                    |
| Foto | V5-HWS      | Hubschrauber   | Airbus Helicopters H125 | Ministerium für Umwelt und Tourismus |

## Auswahl historischer Luftfahrzeuge
In dieser Tabelle sind Luftfahrzeuge aufgeführt, die entweder nicht mehr oder nicht mehr unter namibischem Luftfahrzeugkennzeichen fliegen.

### Flugzeuge
| Foto | Kennzeichen             | Flugzeugtyp     | Bemerkung                                                                  |
| ---- | ----------------------- | --------------- | -------------------------------------------------------------------------- |
|      | V5-ANA (weitere Bilder) | Boeing 737      | Air Namibia                                                                |
|      | V5-ANB                  | Boeing B737     | Air Namibia                                                                |
|      | V5-ANO (weitere Bilder) | Airbus A330     | Air Namibia                                                                |
|      | V5-ANP (weitere Bilder) | Airbus A330     | Air Namibia                                                                |
|      | V5-AND                  | Boeing B737     | Air Namibia                                                                |
|      | V5-ANE                  | Boeing B737     | Air Namibia                                                                |
|      | V5-KEA (weitere Bilder) | Fokker F28      | Kalahari Express Airlines                                                  |
|      | V5-LTB                  | Beech 1900C     | Air Namibia                                                                |
|      | V5-NCF                  | Douglas DC-6B   | Namibia Commercial Aviation; im Jahr 2000 verkauft Fliegt heute als OE-LDM |
|      | V5-NCG (weitere Bilder) | Douglas DC-6B   | Namibia Commercial Aviation; Verkauf im 2018 nicht realisiert              |
|      | V5-NDI (weitere Bilder) | Boeing B737     | Air Namibia                                                                |
|      | V5-NMA (weitere Bilder) | Boeing B747     | Air Namibia                                                                |
|      | V5-NMB (weitere Bilder) | Boeing B767     | Air Namibia                                                                |
|      | V5-NMC (weitere Bilder) | MD-11           | Air Namibia                                                                |
|      | V5-NMD (weitere Bilder) | MD-11           | Air Namibia                                                                |
|      | V5-NME (weitere Bilder) | Airbus A340-312 | Air Namibia                                                                |
|      | V5-NMF (weitere Bilder) |                 | Air Namibia                                                                |
|      | V5-SPF (weitere Bilder) | Boeing 747      | Air Namibia                                                                |
|      | V5-TNP (weitere Bilder) | Boeing 737-500  | Air Namibia                                                                |